# 軍隊狸
軍隊狸（ぐんたいたぬき）とは、明治時代以降の日本の都市伝説。日露戦争に際して人間に変身した狸が出征して日本軍に紛れこみ、ロシア軍相手に活躍し日本側の勝利に貢献したというもの。変身譚・英雄譚の一種。

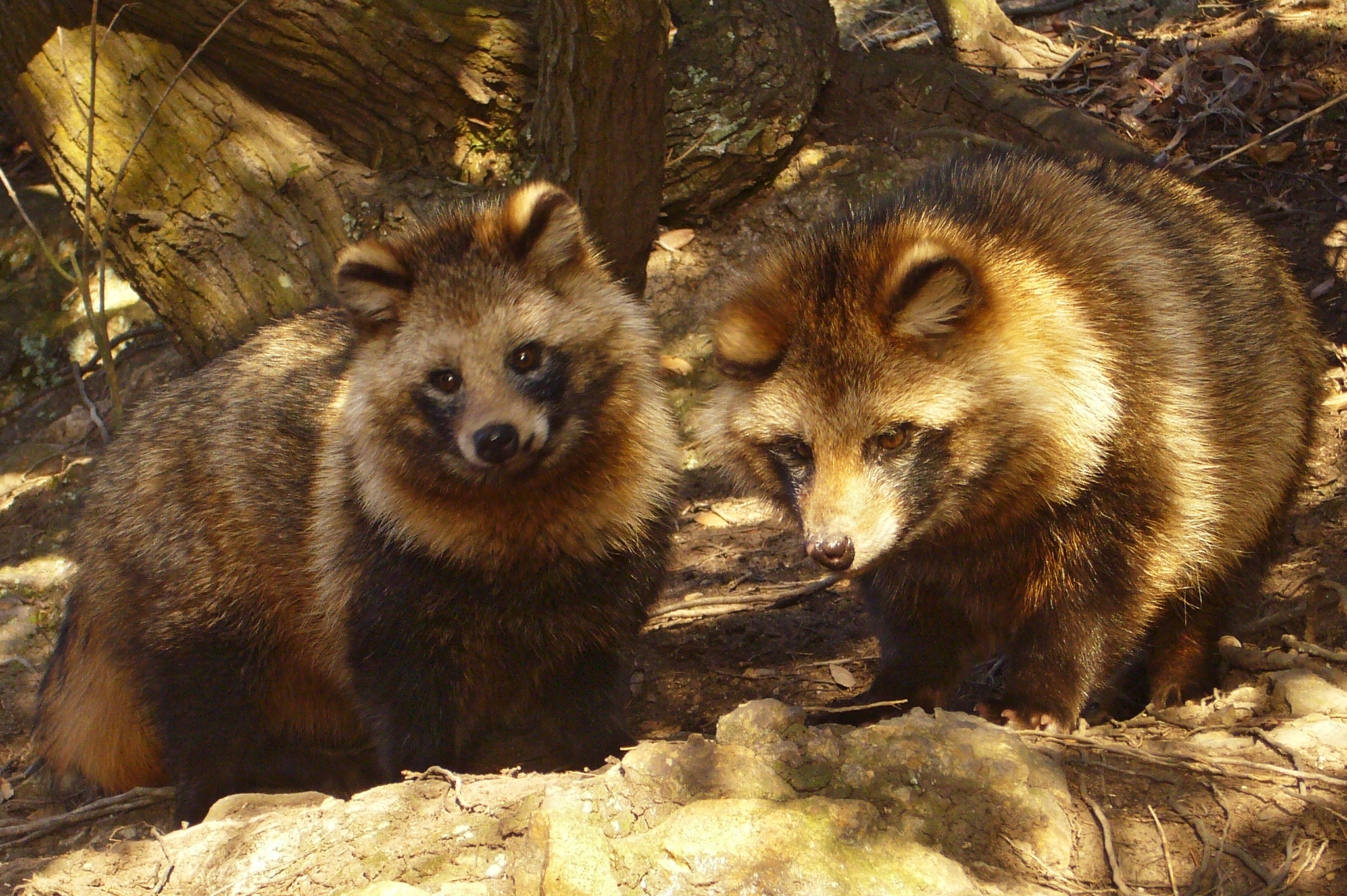
タヌキ（ホンドタヌキ）

## 概要
戦争・合戦が起きると氏神や動物が人間の軍隊に加わったという話は時代を問わず日本全国に伝わっているが、特に香川県から愛媛県にかけての地域には日露戦争の際に人間に変身した狸が日本軍に加わったという話が数多く伝わっている。多くの場合、日本軍に加わった狸は妖術を駆使してロシア軍を苦しめ、日本軍の勝利に貢献したと言う。
当時、香川県から愛媛県にかけての地域は第11師団の管区であり、特に愛媛で編成された歩兵第22連隊は旅順攻囲戦と奉天会戦の両方に参加していた。軍隊狸以外にも天狗や神など様々な異類の出征譚が存在しており、乾英治郎は神々の出征譚のバリエーションの1つに白い服や赤い服の兵隊の話が生まれ、そのうちの赤系統の話が四国の化け狸伝承と結びついてローカライズされたものが軍隊狸なのではないかとしており、ロシア兵の証言から間接的に知るという話型が戦勝国民として日本人のプライドを快く刺激したとしている。日中・太平洋戦争期になると軍隊狸の話は少なくなり、逆に不死身ではなく出征先で負傷する神々の話が語られるようになっていく。

## 噂の例

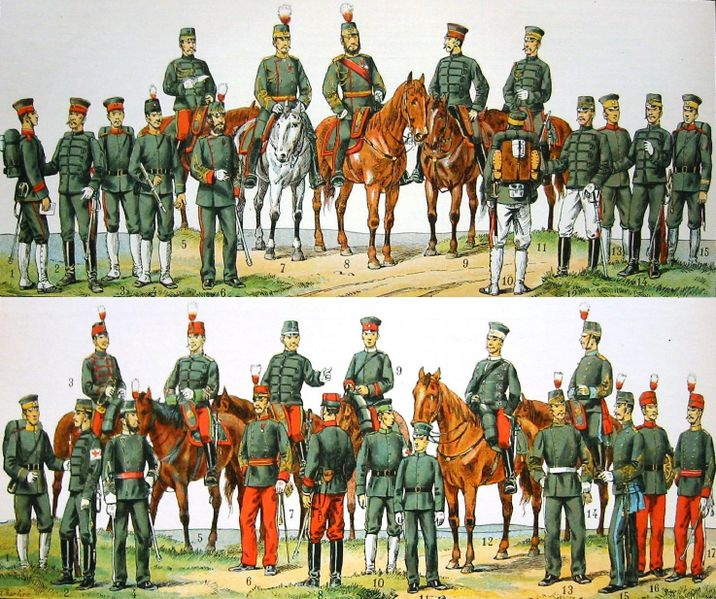
1900年（明治33年）当時の日本陸軍将兵の各種軍服

愛媛県周桑郡壬生川町の例
伊予の大気味神社の境内にある大樹に住んでいた喜左衛門狸は日露戦争に出かけた。小豆に化けて大陸へ渡り、上陸するとすぐ豆をまくようにパラパラと全軍に散り、赤い服を着て戦った。ロシア軍の将軍クロパトキンの手記には「日本軍の中にはときどき赤い服を着た兵隊が現れて、この兵隊はいくら射撃してもいっこう平気で進んでくる。この兵隊を撃つと目がくらむという。赤い服には、○に喜の字のしるしがついていた」と書かれているという。
愛媛県越智郡波止浜村の例
波止浜の仲之町の梅の木狸は、日露戦争において日本軍がロシア軍に苦しめられ、形勢が不利になっているのを知り、一族を引き連れて出征した。日露戦争では赤い服を着た一隊となった。ロシア兵が赤い服の兵士をいくら狙って撃っても当たらず、逆に赤い服の兵士の射撃は百発百中だった。軍功により梅の木壇十郎の名を賜る。太平洋戦争のときには梅の木さんは出征しなかったとか、梅の木さんがいないならこの戦争には負けるかもしれないとあれこれ噂になった。この梅の木狸の巣は、仲之町の来島ドックの事務所から、波止浜公園へ上がる途中にある老杉の木の根っこに近いところにあり、今はお堂が建っている。
香川県高松市の例
昔、ある狸が浄願寺近くの貧しい老夫婦にお世話になっていた。恩返しに茶釜に化けたが、これを買った隠居が毎日磨いたので、とうとう白く禿上がったという。日露戦争の時、この禿げ狸の総指揮の元、狸たちが出征した。兵隊に化けた狸は妖術かなにかで山を作り、そこにロシア兵が登ると山ごとひっくり返したりした。凱旋の時には狸までが提灯行列をおこなったという。
愛媛県温泉郡久米村の例
高井八幡神社の境内に、三光姫（おさん狸）という狸がいた。三光姫は娘姿によく化ける色白狸だった。日清戦争、日露戦争、次いで第一次世界大戦の際は高井からも多くの出征兵士を出した。ところが、他の部落に比べて、戦死者の率が非常に少なかった。これは三光姫が人間の姿をして兵隊となり、高井出身兵士の先導を勤めて、かばい守ったためと言い伝えられている。
香川県高松市屋島の例
屋島には源平の合戦の頃から太三郎狸が住んでいた。日露戦争がはじまると、乃木将軍が率いる第3軍第11師団・丸亀歩兵第12連隊は、203高地の戦いに参加した。屋島出身の兵士も、この師団・連隊に所属していたので、203高地の激戦に参加して多数の戦死者をだした。この戦況を心配した太三郎狸は、四国中の狸を屋島に集めて、自らが総大将となって出陣した。玄海灘を航行中に各自は得意の術で、鉄砲や機関銃に化けて朝鮮半島に上陸した。親友である浄願寺の白禿狸は、南京袋に小豆を一杯詰めて持って行き、それを敵前でばらまいた。すると一粒一粒が一人一人の兵士に変身して、大軍となって敵陣へ突っ込んで行った。これにより旅順のロシア軍守備隊は降伏した。

## 類似した話
レオニド・アンドレーエフによる、日露戦争を描いた文学作品の血笑記（1904年）にどこからか現れては跡形もなく消える“幻の日本軍部隊”が登場する。この作品は1908年に二葉亭四迷による邦訳版が出版された。
柳田國男の『遠野物語拾遺』には岩手県土淵村の在住者の話として「日露戦争中に聞いた話で、ロシア兵俘虜が日本兵のうち黒い服を着た者へ撃つと倒れたが白い服の兵隊はいくら撃たれても倒れなかったということを言っていたが、当時の日本軍に白服を着た日本兵はいなかった」という話が収録されている。
ロシアには1980年代以降白い服を着た狙撃兵の都市伝説（ホワイトタイツ）がある。内容はロシア軍が周辺地域で軍事行動を起こす度に白装束の狙撃兵（大抵の場合女性）が反ロシアの側で戦闘に参加すると言うもの。